# Aftenland Express
Aftenland Express er Jens Unmacks andet studiealbum som solokunstner. Det blev udgivet i 2007 og modtog tre ud af seks stjerne i musikmagasinet GAFFA.

## Spor
1. "Film Vi Har Set" - 3:19
2. "Coke Lovebirds" - 4:12
3. "Holiday Inn" - 3:06
4. "Her Kommer Stilhed" - 2:41
5. "Hvem Skulle Have Troet?" - 3:44
6. "Louise Siger" - 2:54
7. "Hele Vejen Til Mandalay" - 2:40
8. "København I Dine Øjne" - 5:50
9. "Survival Kit" - 2:58
10. "Satans Yngel" - 3:53
11. "Ensomt Tog" - 2:57
12. "Nu Sover De På TV" - 2:00
13. "Showtime" - 3:18
14. "Slagterne" - 2:55
15. "Aftenland" - 3:46
16. "Jeg Har Mistet Mere (End Du Nogensinde Får)" - 3:29
17. "Sidste Sang For Os" - 2:26